# Cymatophoropsis trimaculata
Cymatophoropsis trimaculata är en fjärilsart som beskrevs av Bremer 1861. Cymatophoropsis trimaculata ingår i släktet Cymatophoropsis och familjen nattflyn. Inga underarter finns listade i Catalogue of Life.